# Tfou TV
Ne doit pas être confondu avec Tfou ou TF!.
TFOU TV est une chaîne de télévision jeunesse française lancée le 23 avril 2003 par le Groupe TF1, disparue le 28 février 2008, et remplacée par Foot School TV.

## Histoire
Le Groupe TF1 lance la chaîne TFOU TV en 2003. La chaîne diffuse des dessins animés différents de ceux de TF! Jeunesse car ses séries sont plus adaptées à l’adolescence (contrairement à TF! Jeunesse qui diffuse des dessins animés pour les 3-12 ans) et aussi car TF1 possède beaucoup de droits sur les séries.
La chaîne a été lancée le 23 avril 2003 sur le bouquet satellite TPS afin de renforcer l'offre de chaînes jeunesse du bouquet. Pourtant, lors du lancement de la chaîne, elle n'a pas été conventionnée par le CSA, qui décide d'arrêter sa diffusion. La chaîne a été conventionnée par la suite et a redémarré le 28 mai 2003.
TFOU TV diffuse les émissions de TF! Jeunesse et ses propres émissions comme le Grand Show. En 2007, l'émission TF! Jeunesse est rebaptisée TFOU. TFOU TV a été supprimée le 28 février 2008 et fut remplacée le lendemain par Foot School TV.
TFOU TV devient TFOU lorsque cette chaîne ne fait partie que de l'IPTV sur Box TV.

## Identité visuelle (logo)
Contrairement à l'émission TFOU, les couleurs du premier logo de TFOU TV restent les mêmes (toujours habillé en rouge et jaune) et il y a en plus un rond violet derrière le logo. Les jingles de TFOU TV sont différents de ceux de TFOU. En août 2007, le logo de l'émission et de la chaîne changèrent en même temps. Les jingles et le logo de TFOU TV sont proches de ceux de TFOU, mais contrairement à l'émission, les couleurs du logo ne varient pas (toujours habillé en rouge).

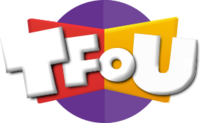
Premier logo de TFOU TV utilisé du 23 avril 2003 jusqu'à août 2007
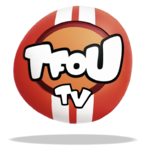
Second logo de TFOU TV utilisé d'août 2007 jusqu'au 28 février 2008

## Programmes
Les séries diffusées sur TFOU TV sont aussi diffusées dans l'émission TFOU.

### Émissions
Liste non exhaustive
- Le Grand Show
- La Minute de Zeki Zanaka (avec Willy Rovelli)

### Séries
Liste non exhaustive
- Bambou et Compagnie
- Croque Canards
- Digimon
- Docteur Globule
- Dog Tracer
- Esprit fantôme
- La Famille Ouf
- Flint le Détective
- Gloria et les Autres
- La Grande Chasse de Nanook
- Kid Clones
- Lapitch
- Marcelino
- Les Petites Sorcières
- Pif et Hercule
- Poochini
- Les Quatre Fantastiques
- Rocket Power
- Sacré Andy !
- Cardcaptor Sakura
- Sandokan
- Spirou
- Silver Surfer
- Tracey McBean
- Tweenies

## Diffusion
La chaîne a été lancée sur le bouquet TPS, Orange TV, Club Internet et Freebox TV.